# 15e étape du Tour d'Espagne 2022
Pour un article plus général, voir Tour d'Espagne 2022.
La 15e étape du Tour d'Espagne 2022 se déroule le dimanche 4 septembre 2022 de Martos à l'Alto Hoya de la Mora situé dans la commune de Monachil (Sierra Nevada) en Andalousie, sur une distance de 149,6 km.

## Parcours
En fin d'étape, les coureurs gravissent l'Alto del Purche (col de première catégorie, 9,1 km avec une pente moyenne de 7,6 %) dont le sommet se situe à 42 km de l'arrivée. Ensuite, ils abordent la montée finale vers l'Alto Hoya de la Mora par un long col de première catégorie (22,3 km) avec une pente moyenne de 7,9 % pour arriver une altitude de 2 512 m. Cette étape qui est considérée comme l'étape reine de la Vuelta 2022 se dispute la veille de l'ultime journée de repos à Jerez de la Frontera.

## Déroulement de la course
Un important groupe de 29 coureurs constitue l'échappée du jour. L’écart atteint un maximum de 6 min 35 s à la mi-course. Avant l’ascension de l’Alto del Purche, Lawson Craddock (BikeExchange) part seul en tête mais il et repris et dépassé par le maillot à pois Jay Vine (Alpecin) en vue du sommet (42 km de l'arrivée). Ensuite, d'autres coureurs reviennent sur ce duo. À 28 km du terme, ils sont 12 dans le groupe de tête et comptent encore 4 min 30 s d'avance sur le peloton maillot rouge. Juste avant la longue montée finale (22 km) vers l'Alto de Hoya de la Mora, Marc Soler (UAE Emirates) part seul en tête. Dès les premières pentes de cette ascension, l'équipe Jumbo-Visma fait exploser le peloton maillot rouge et bientôt, ils ne sont plus que cinq dans ce groupe : Remco Evenepoel (Quick-Step Alpha Vinyl), Primož Roglič (Jumbo-Visma), Miguel Ángel López (Astana), Enric Mas (Movistar) et Ben O'Connor (AG2R Citroën). À 11 km du sommet, Lopez part en contre-attaque imité 1 km plus loin par Mas, sans susciter la réaction d'Evenepoel, Roglič et O'Connor. En tête de course, Marc Soler faiblit et est rattrapé puis laissé sur place à 7 km de l'arrivée par Thymen Arensman (Team DSM), autre membre de l'échappée initiale, qui parvient à maintenir une avance confortable de plus d'une minute sur ses poursuivants Mas et López pour gagner l'étape la plus haute de la Vuelta 2022 . Un peu avant la flamme rouge, Roglič, qui n'avait plus pris aucun relais depuis plusieurs kilomètres, attaque, suivi par O'Connor. Evenepoel est distancé mais ne concède à l'arrivée que 15 secondes au Slovène et conserve ainsi son maillot rouge.

## Résultats

### Classement de l'étape
| \| Classement de l'étape \| Classement de l'étape \| Classement de l'étape \| Classement de l'étape \| Classement de l'étape \| \| Coureur \| Coureur \| Pays \| Équipe \| Temps \| \| --------------------- \| --------------------- \| --------------------- \| ---------------------------------- \| --------------------- \| \| 1er \| Thymen Arensman \| Pays-Bas \| Team DSM \| 4 h 17 min 17 s \| \| 2e \| Enric Mas \| Espagne \| Movistar Team \| + 1 min 23 s \| \| 3e \| Miguel Ángel López \| Colombie \| Astana Qazaqstan Team \| + 1 min 25 s \| \| 4e \| Jay Vine \| Australie \| Alpecin-Deceuninck \| + 1 min 30 s \| \| 5e \| Primož Roglič \| Slovénie \| Jumbo-Visma \| + 1 min 44 s \| \| 6e \| Ben O'Connor \| Australie \| AG2R Citroën Team \| + 1 min 44 s \| \| 7e \| Juan Ayuso \| Espagne \| UAE Team Emirates \| + 1 min 55 s \| \| 8e \| Jai Hindley \| Australie \| Bora-Hansgrohe \| + 1 min 55 s \| \| 9e \| Louis Meintjes \| Afrique du Sud \| Intermarché-Wanty-Gobert Matériaux \| + 1 min 55 s \| \| 10e \| Remco Evenepoel \| Belgique \| Quick-Step Alpha Vinyl \| + 1 min 59 s \| |                    |                |                                    |                 |
| |                    |                |                                    |                 |
| Source : ProCyclingStats |                    |                |                                    |                 |
| Classement de l'étape |                    |                |                                    |                 |
| Coureur | Coureur            | Pays           | Équipe                             | Temps           |
| 1er | Thymen Arensman    | Pays-Bas       | Team DSM                           | 4 h 17 min 17 s |
| 2e | Enric Mas          | Espagne        | Movistar Team                      | + 1 min 23 s    |
| 3e | Miguel Ángel López | Colombie       | Astana Qazaqstan Team              | + 1 min 25 s    |
| 4e | Jay Vine           | Australie      | Alpecin-Deceuninck                 | + 1 min 30 s    |
| 5e | Primož Roglič      | Slovénie       | Jumbo-Visma                        | + 1 min 44 s    |
| 6e | Ben O'Connor       | Australie      | AG2R Citroën Team                  | + 1 min 44 s    |
| 7e | Juan Ayuso         | Espagne        | UAE Team Emirates                  | + 1 min 55 s    |
| 8e | Jai Hindley        | Australie      | Bora-Hansgrohe                     | + 1 min 55 s    |
| 9e | Louis Meintjes     | Afrique du Sud | Intermarché-Wanty-Gobert Matériaux | + 1 min 55 s    |
| 10e | Remco Evenepoel    | Belgique       | Quick-Step Alpha Vinyl             | + 1 min 59 s    |

## Classements à l'issue de l'étape

### Classement général
| \| Classement général \| Classement général \| Classement général \| Classement général \| Classement général \| \| Coureur \| Coureur \| Pays \| Équipe \| Temps \| \| ------------------ \| ------------------ \| ------------------ \| ---------------------- \| ------------------ \| \| 1er \| Remco Evenepoel \| Belgique \| Quick-Step Alpha Vinyl \| 56 h 40 min 49 s \| \| 2e \| Primož Roglič \| Slovénie \| Jumbo-Visma \| + 1 min 34 s \| \| 3e \| Enric Mas \| Espagne \| Movistar Team \| + 2 min 01 s \| \| 4e \| Juan Ayuso \| Espagne \| UAE Team Emirates \| + 4 min 49 s \| \| 5e \| Carlos Rodríguez \| Espagne \| Ineos Grenadiers \| + 5 min 16 s \| \| 6e \| Miguel Ángel López \| Colombie \| Astana Qazaqstan Team \| + 5 min 24 s \| \| 7e \| João Almeida \| Portugal \| UAE Team Emirates \| + 7 min 00 s \| \| 8e \| Thymen Arensman \| Pays-Bas \| Team DSM \| + 7 min 05 s \| \| 9e \| Ben O'Connor \| Australie \| AG2R Citroën Team \| + 8 min 57 s \| \| 10e \| Jai Hindley \| Australie \| Bora-Hansgrohe \| + 11 min 36 s \| |                    |           |                        |                  |
| |                    |           |                        |                  |
| Source : ProCyclingStats |                    |           |                        |                  |
| Classement général |                    |           |                        |                  |
| Coureur | Coureur            | Pays      | Équipe                 | Temps            |
| 1er | Remco Evenepoel    | Belgique  | Quick-Step Alpha Vinyl | 56 h 40 min 49 s |
| 2e | Primož Roglič      | Slovénie  | Jumbo-Visma            | + 1 min 34 s     |
| 3e | Enric Mas          | Espagne   | Movistar Team          | + 2 min 01 s     |
| 4e | Juan Ayuso         | Espagne   | UAE Team Emirates      | + 4 min 49 s     |
| 5e | Carlos Rodríguez   | Espagne   | Ineos Grenadiers       | + 5 min 16 s     |
| 6e | Miguel Ángel López | Colombie  | Astana Qazaqstan Team  | + 5 min 24 s     |
| 7e | João Almeida       | Portugal  | UAE Team Emirates      | + 7 min 00 s     |
| 8e | Thymen Arensman    | Pays-Bas  | Team DSM               | + 7 min 05 s     |
| 9e | Ben O'Connor       | Australie | AG2R Citroën Team      | + 8 min 57 s     |
| 10e | Jai Hindley        | Australie | Bora-Hansgrohe         | + 11 min 36 s    |

| Classement par points | Classement par points | Classement par points | Classement par points  | Classement par points |
| Coureur               | Coureur               | Pays                  | Équipe                 | Points                |
| --------------------- | --------------------- | --------------------- | ---------------------- | --------------------- |
| 1er                   | Mads Pedersen         | Danemark              | Trek-Segafredo         | 284 pts               |
| 2e                    | Fred Wright           | Royaume-Uni           | Bahrain Victorious     | 111 pts               |
| 3e                    | Primož Roglič         | Slovénie              | Jumbo-Visma            | 107 pts               |
| 4e                    | Remco Evenepoel       | Belgique              | Quick-Step Alpha Vinyl | 100 pts               |
| 5e                    | Marc Soler            | Espagne               | UAE Team Emirates      | 99 pts                |
| 6e                    | Samuele Battistella   | Italie                | Astana Qazaqstan Team  | 91 pts                |
| 7e                    | Enric Mas             | Espagne               | Movistar Team          | 88 pts                |
| 8e                    | Jay Vine              | Australie             | Alpecin-Deceuninck     | 62 pts                |
| 9e                    | Kaden Groves          | Australie             | BikeExchange-Jayco     | 60 pts                |
| 10e                   | Lawson Craddock       | États-Unis            | BikeExchange-Jayco     | 57 pts                |

| Classement par points | Classement par points | Classement par points | Classement par points  | Classement par points |
| Coureur               | Coureur               | Pays                  | Équipe                 | Points                |
| --------------------- | --------------------- | --------------------- | ---------------------- | --------------------- |
| 1er                   | Mads Pedersen         | Danemark              | Trek-Segafredo         | 284 pts               |
| 2e                    | Fred Wright           | Royaume-Uni           | Bahrain Victorious     | 111 pts               |
| 3e                    | Primož Roglič         | Slovénie              | Jumbo-Visma            | 107 pts               |
| 4e                    | Remco Evenepoel       | Belgique              | Quick-Step Alpha Vinyl | 100 pts               |
| 5e                    | Marc Soler            | Espagne               | UAE Team Emirates      | 99 pts                |
| 6e                    | Samuele Battistella   | Italie                | Astana Qazaqstan Team  | 91 pts                |
| 7e                    | Enric Mas             | Espagne               | Movistar Team          | 88 pts                |
| 8e                    | Jay Vine              | Australie             | Alpecin-Deceuninck     | 62 pts                |
| 9e                    | Kaden Groves          | Australie             | BikeExchange-Jayco     | 60 pts                |
| 10e                   | Lawson Craddock       | États-Unis            | BikeExchange-Jayco     | 57 pts                |

| Classement de la montagne | Classement de la montagne | Classement de la montagne | Classement de la montagne | Classement de la montagne |
| Coureur                   | Coureur                   | Pays                      | Équipe                    | Points                    |
| ------------------------- | ------------------------- | ------------------------- | ------------------------- | ------------------------- |
| 1er                       | Jay Vine                  | Australie                 | Alpecin-Deceuninck        | 59 pts                    |
| 2e                        | Richard Carapaz           | Équateur                  | Ineos Grenadiers          | 30 pts                    |
| 3e                        | Thymen Arensman           | Pays-Bas                  | Team DSM                  | 22 pts                    |
| 4e                        | Robert Stannard           | Australie                 | Alpecin-Deceuninck        | 21 pts                    |
| 5e                        | Marc Soler                | Espagne                   | UAE Team Emirates         | 20 pts                    |
| 6e                        | Enric Mas                 | Espagne                   | Movistar Team             | 19 pts                    |
| 7e                        | Jimmy Janssens            | Belgique                  | Alpecin-Deceuninck        | 17 pts                    |
| 8e                        | Miguel Ángel López        | Colombie                  | Astana Qazaqstan Team     | 16 pts                    |
| 9e                        | Primož Roglič             | Slovénie                  | Jumbo-Visma               | 12 pts                    |
| 10e                       | Thibaut Pinot             | France                    | Groupama-FDJ              | 12 pts                    |

| Classement de la montagne | Classement de la montagne | Classement de la montagne | Classement de la montagne | Classement de la montagne |
| Coureur                   | Coureur                   | Pays                      | Équipe                    | Points                    |
| ------------------------- | ------------------------- | ------------------------- | ------------------------- | ------------------------- |
| 1er                       | Jay Vine                  | Australie                 | Alpecin-Deceuninck        | 59 pts                    |
| 2e                        | Richard Carapaz           | Équateur                  | Ineos Grenadiers          | 30 pts                    |
| 3e                        | Thymen Arensman           | Pays-Bas                  | Team DSM                  | 22 pts                    |
| 4e                        | Robert Stannard           | Australie                 | Alpecin-Deceuninck        | 21 pts                    |
| 5e                        | Marc Soler                | Espagne                   | UAE Team Emirates         | 20 pts                    |
| 6e                        | Enric Mas                 | Espagne                   | Movistar Team             | 19 pts                    |
| 7e                        | Jimmy Janssens            | Belgique                  | Alpecin-Deceuninck        | 17 pts                    |
| 8e                        | Miguel Ángel López        | Colombie                  | Astana Qazaqstan Team     | 16 pts                    |
| 9e                        | Primož Roglič             | Slovénie                  | Jumbo-Visma               | 12 pts                    |
| 10e                       | Thibaut Pinot             | France                    | Groupama-FDJ              | 12 pts                    |

| Classement du meilleur jeune | Classement du meilleur jeune | Classement du meilleur jeune | Classement du meilleur jeune | Classement du meilleur jeune |
| Coureur                      | Coureur                      | Pays                         | Équipe                       | Temps                        |
| ---------------------------- | ---------------------------- | ---------------------------- | ---------------------------- | ---------------------------- |
| 1er                          | Remco Evenepoel              | Belgique                     | Quick-Step Alpha Vinyl       | 56 h 40 min 49 s             |
| 2e                           | Juan Ayuso                   | Espagne                      | UAE Team Emirates            | + 4 min 49 s                 |
| 3e                           | Carlos Rodríguez             | Espagne                      | Ineos Grenadiers             | + 5 min 16 s                 |
| 4e                           | João Almeida                 | Portugal                     | UAE Team Emirates            | + 7 min 00 s                 |
| 5e                           | Thymen Arensman              | Pays-Bas                     | Team DSM                     | + 7 min 05 s                 |
| 6e                           | José Félix Parra             | Espagne                      | Equipo Kern Pharma           | + 42 min 23 s                |
| 7e                           | Sergio Higuita               | Colombie                     | Bora-Hansgrohe               | + 42 min 47 s                |
| 8e                           | Gino Mäder                   | Suisse                       | Bahrain Victorious           | + 46 min 24 s                |
| 9e                           | Edoardo Zambanini            | Italie                       | Bahrain Victorious           | + 59 min 06 s                |
| 10e                          | Clément Champoussin          | France                       | AG2R Citroën Team            | + 1 h 11 min 54 s            |

| Classement du meilleur jeune | Classement du meilleur jeune | Classement du meilleur jeune | Classement du meilleur jeune | Classement du meilleur jeune |
| Coureur                      | Coureur                      | Pays                         | Équipe                       | Temps                        |
| ---------------------------- | ---------------------------- | ---------------------------- | ---------------------------- | ---------------------------- |
| 1er                          | Remco Evenepoel              | Belgique                     | Quick-Step Alpha Vinyl       | 56 h 40 min 49 s             |
| 2e                           | Juan Ayuso                   | Espagne                      | UAE Team Emirates            | + 4 min 49 s                 |
| 3e                           | Carlos Rodríguez             | Espagne                      | Ineos Grenadiers             | + 5 min 16 s                 |
| 4e                           | João Almeida                 | Portugal                     | UAE Team Emirates            | + 7 min 00 s                 |
| 5e                           | Thymen Arensman              | Pays-Bas                     | Team DSM                     | + 7 min 05 s                 |
| 6e                           | José Félix Parra             | Espagne                      | Equipo Kern Pharma           | + 42 min 23 s                |
| 7e                           | Sergio Higuita               | Colombie                     | Bora-Hansgrohe               | + 42 min 47 s                |
| 8e                           | Gino Mäder                   | Suisse                       | Bahrain Victorious           | + 46 min 24 s                |
| 9e                           | Edoardo Zambanini            | Italie                       | Bahrain Victorious           | + 59 min 06 s                |
| 10e                          | Clément Champoussin          | France                       | AG2R Citroën Team            | + 1 h 11 min 54 s            |

| Classement par équipes | Classement par équipes             | Classement par équipes | Classement par équipes |
| Équipe                 | Équipe                             | Pays                   | Temps                  |
| ---------------------- | ---------------------------------- | ---------------------- | ---------------------- |
| 1re                    | UAE Team Emirates                  | Émirats arabes unis    | 169 h 17 min 58 s      |
| 2e                     | Ineos Grenadiers                   | Royaume-Uni            | + 29 min 50 s          |
| 3e                     | Astana Qazaqstan Team              | Kazakhstan             | + 43 min 48 s          |
| 4e                     | Bora-Hansgrohe                     | Allemagne              | + 51 min 12 s          |
| 5e                     | Movistar Team                      | Espagne                | + 52 min 39 s          |
| 6e                     | Bahrain Victorious                 | Bahreïn                | + 1 h 01 min 01 s      |
| 7e                     | Intermarché-Wanty-Gobert Matériaux | Belgique               | + 1 h 01 min 05 s      |
| 8e                     | Jumbo-Visma                        | Pays-Bas               | + 1 h 23 min 29 s      |
| 9e                     | EF Education-EasyPost              | États-Unis             | + 1 h 23 min 37 s      |
| 10e                    | Quick-Step Alpha Vinyl             | Belgique               | + 1 h 58 min 36 s      |

| Classement par équipes | Classement par équipes             | Classement par équipes | Classement par équipes |
| Équipe                 | Équipe                             | Pays                   | Temps                  |
| ---------------------- | ---------------------------------- | ---------------------- | ---------------------- |
| 1re                    | UAE Team Emirates                  | Émirats arabes unis    | 169 h 17 min 58 s      |
| 2e                     | Ineos Grenadiers                   | Royaume-Uni            | + 29 min 50 s          |
| 3e                     | Astana Qazaqstan Team              | Kazakhstan             | + 43 min 48 s          |
| 4e                     | Bora-Hansgrohe                     | Allemagne              | + 51 min 12 s          |
| 5e                     | Movistar Team                      | Espagne                | + 52 min 39 s          |
| 6e                     | Bahrain Victorious                 | Bahreïn                | + 1 h 01 min 01 s      |
| 7e                     | Intermarché-Wanty-Gobert Matériaux | Belgique               | + 1 h 01 min 05 s      |
| 8e                     | Jumbo-Visma                        | Pays-Bas               | + 1 h 23 min 29 s      |
| 9e                     | EF Education-EasyPost              | États-Unis             | + 1 h 23 min 37 s      |
| 10e                    | Quick-Step Alpha Vinyl             | Belgique               | + 1 h 58 min 36 s      |

## Abandons
Un coureur quitte la Vuelta lors de la 15e étape :
- Domenico Pozzovivo (Intermarché-Wanty-Gobert Matériaux) : abandon